# ISM Connect 300
Das Sylvania 300 war eines von zwei Rennen im NASCAR Sprint Cup, die jährlich auf dem New Hampshire Motor Speedway in Loudon im US-Bundesstaat New Hampshire stattfand. Das andere ist das Lenox Industrial Tools 301.

## Geschichte
Das Rennen wurde erstmals im Jahre 1997 ausgetragen und findet normalerweise Mitte September statt. Einmal wurde das Rennen im Laufe der Zeit verschoben, einmal wurde mit Luftmengenbegrenzern gefahren.

### 2000
Nachdem Adam Petty in der Busch Grand National Series beim Training zum Busch 200 und Kenny Irwin jr. im thatlook.com 300 tödlich verunglückten, setzte man im Sylvania 300 des Jahres 2000 Luftmengenbegrenzer ein. Damit ist es das einzige Rennen neben denen auf den Superspeedways, bei dem Luftmengenbegrenzer eingesetzt wurden. In diesem Rennen gewann Jeff Burton, nachdem er alle der insgesamt 300 Runden anführte, was in der NASCAR sehr selten vorkommt.

### 2001
Das Sylvania 300 des Jahres 2001, damals noch mit dem Namen „New Hampshire 300“, war angesetzt für den 16. September 2001. Nach den Terroranschlägen am 11. September 2001 wurde das Rennen jedoch verschoben. Da jedoch kein Wochenende mehr frei war, musste man das Rennen ans Saisonende in den November verlegen. Ausgetragen wurde es am 23. November 2001, ein Tag nach Thanksgiving. Goodyear brachte für das Rennen einen speziellen Reifen, da die Temperaturen in New Hampshire im November sehr gering sind. Normalerweise werden die Rennen, die sehr früh oder spät in der Saison stattfinden, in wärmeren Regionen wie Florida ausgetragen. Sieger des Rennens war Robby Gordon. Für ihn war es der erste Winston Cup (heute Sprint Cup) Sieg seiner Karriere.

## Sieger
- 2017: Kyle Bush
- 2011: Tony Stewart
- 2010: Clint Bowyer
- 2009: Mark Martin
- 2008: Greg Biffle
- 2007: Clint Bowyer
- 2006: Kevin Harvick
- 2005: Ryan Newman
- 2004: Kurt Busch
- 2003: Jimmie Johnson
- 2002: Ryan Newman
- 2001: Robby Gordon (Rennen verschoben auf 23. November)
- 2000: Jeff Burton (Einsatz von Luftmengenbegrenzern)
- 1999: Joe Nemechek
- 1998: Jeff Gordon
- 1997: Jeff Gordon